# Wolodymyr Serhjejew

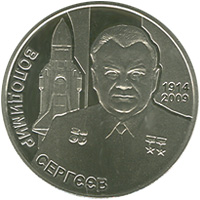
Wolodymyr Serhjejew auf einer ukrainischen 2-₴-Münze von 2014

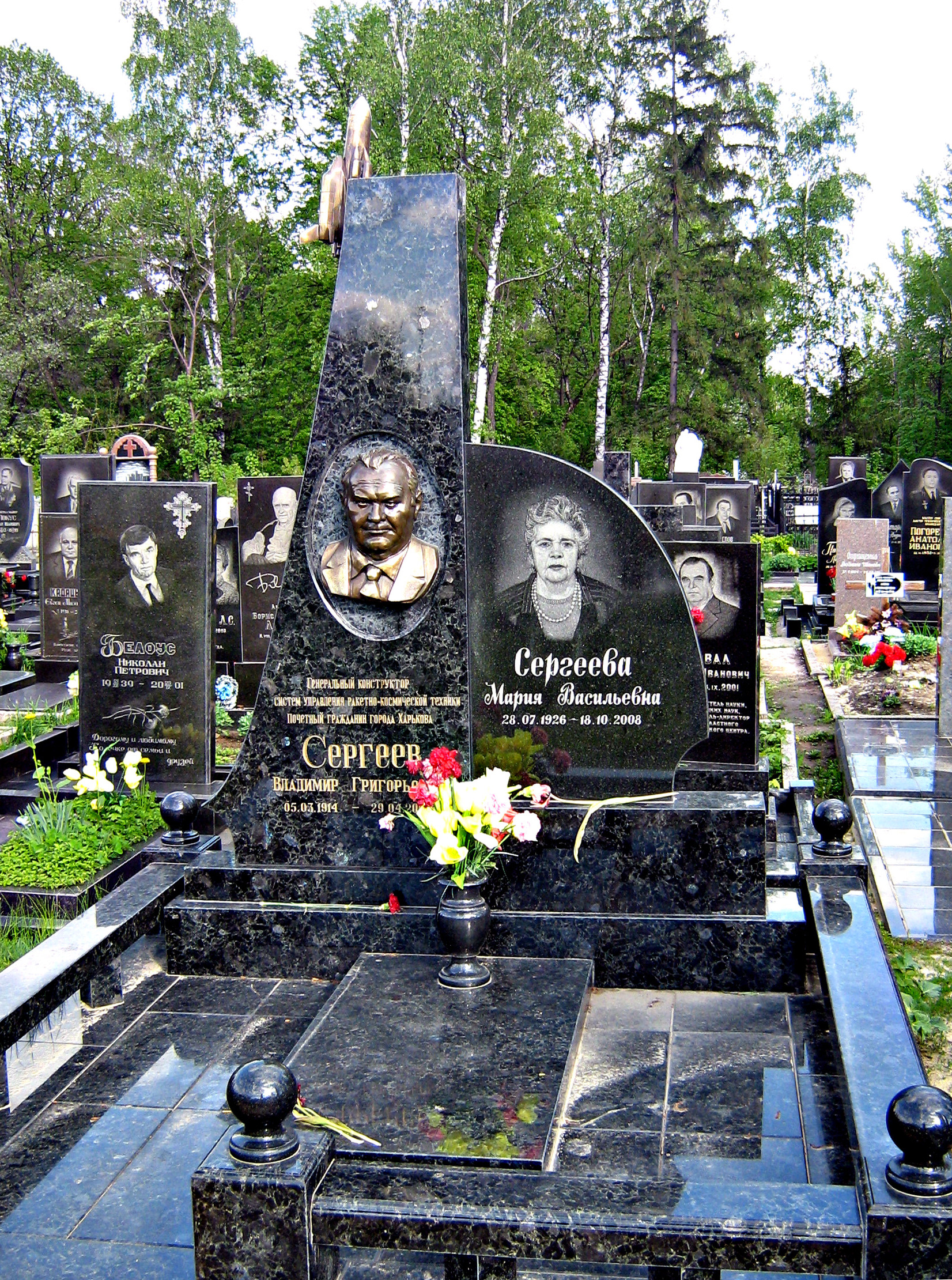
Grab von Wolodymyr Serhjejew in Charkiw

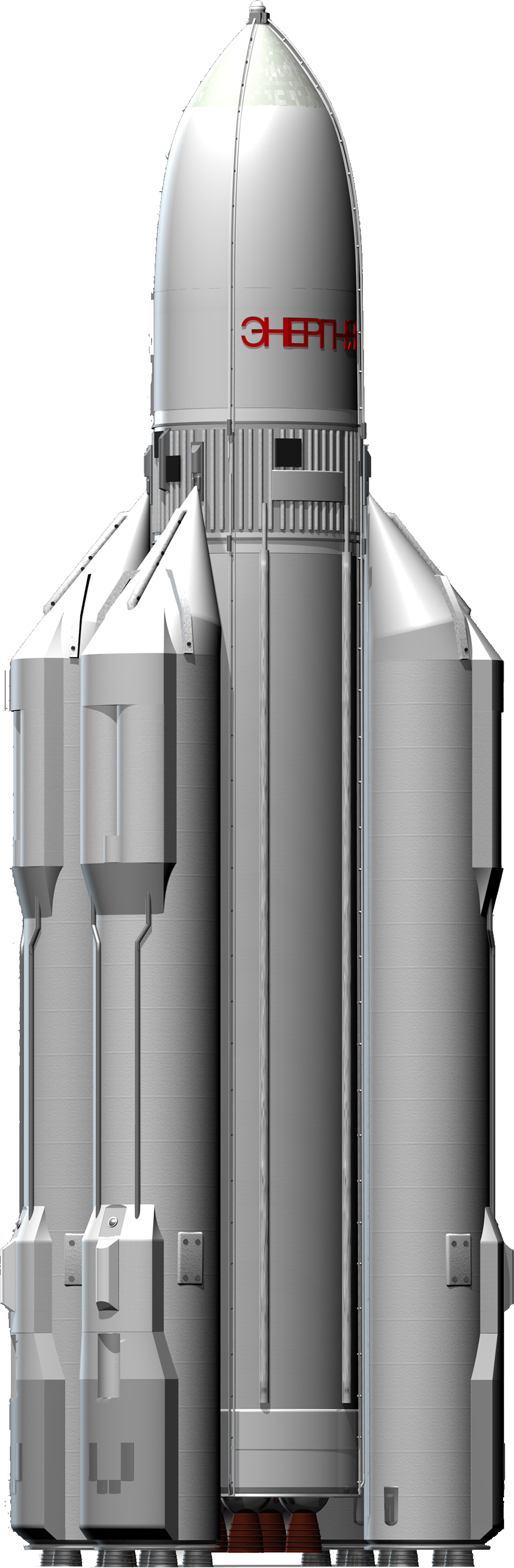
Die von ihm mitentwickelte sowjetische Energija-Rakete

Wolodymyr Hryhorowytsch Serhjejew (* 20. Februarjul. / 5. März 1914greg. in Moskau, Russisches Kaiserreich; † 29. April 2009 in Charkiw, Ukraine) war ein ukrainisch-sowjetischer Ingenieur und Chefdesigner von strategischen Steuerungssystemen für Interkontinental- und Trägerraketen.

## Leben
Serhjejew wuchs im Moskauer Stadtteil Samoskworetschje auf. 1935 begann er ein Studium am Podbelski-Institut. 1939 wurde er in die Rote Armee eingezogen und nahm an der Sowjetischen Besetzung Ostpolens teil. Danach setzte er sein Studium fort, schloss dieses im Juni 1940 ab und arbeitete im Anschluss ein Jahr als Elektroingenieur in Bologoje und Riga. Nach dem Beginn des Deutsch-Sowjetischer Krieges diente er vom 23. Juni 1941 bis zum 17. Mai 1947 erneut in der Roten Armee und wurde mehrfach mit Orden und Medaillen ausgezeichnet. Sein jüngerer Bruder kam 1942 in der Nähe von Smolensk ums Leben. 1946 heiratete er und wurde Vater zweier Söhne.
Ab Juni 1947 arbeitete er im Forschungsinstitut NII-885, wo unter der Leitung von Nikolai A. Piljugin Steuerungssysteme für die Raketen R-1, R-2, R-5, R-7/7A, R-9, R-12 und R-14 entwickelt wurden. Serhjejew arbeitete sich vom Forschungsassistenten zum Laborchef hoch.
Im November 1960 wurde Serhjejew zum Chefkonstrukteur des Konstruktionsbüros OKB-692 in Charkow ernannt, in der die Interkontinentalrakete R-16 entwickelt wurde. Sein Vorgänger Boris Konopljew war am 24. Oktober 1960 bei der Nedelin-Katastrophe ums Leben gekommen, als eine startbereite R-16 auf der Rampe explodierte. 1969 schuf Serhjejew das Steuerungssystem für die UR-100N von Wladimir N. Tschelomei, einem Konkurrenten von Michail K. Jangel, was zu einem Konflikt zwischen Serhjejew und Jangel führte.
Unter Serhjejew wurde das Steuerungssystem der R-16 überarbeitet und später das der R-36 und der UR-100N entworfen. Seit April 1982 war er Mitglied der Akademie der Wissenschaften der Ukrainischen SSR.
In den 1980er Jahren arbeitete Serhjejew an den Steuerungssystemen der Energija-Rakete, die die sowjetische Raumfähre Buran ins All transportieren sollte. Die Energija kam nur zweimal zum Einsatz. Des Weiteren wurden unter Serhjejew an Steuerungssystemen für verschiedene Weltraumprojekte gearbeitet, darunter für die Saljut-Raumstationen und die  Raumstation Mir.
Unter der Leitung von Serhjejew wurde OKB-692 im April 1978 in NPO Elektropribor umbenannt. Serhjejew gab die Leitung im Oktober 1986 ab. Offiziell verkündete Maschinenbau-Minister Baklanow, Serhjejew habe seinen Rücktritt eingereicht, den Mitarbeitern war jedoch klar, dass dies eine Intrige war, die von Walentin Gluschko, dem Leiter von NPO Energija, und Anatoli Andruschtschenko eingefädelt worden war. Außerdem zeigte Serhjeew keinen Respekt gegenüber der neuen Regierung Gorbatschows und dessen politischen Kurses und ignorierte oft Ministeriumsanweisungen, sodass sich Gorbatschow über den Rücktritt Serhjejews zufrieden zeigte. Serhjejew wurde zum wissenschaftlichen Mitarbeiter degradiert, Andruschtschenko als sein Nachfolger eingesetzt. Im Januar 1991 ging er in den Ruhestand, arbeitete aber von Juli 1991 bis Dezember 2001 in unterschiedlichen Funktionen für Elektropribor und der Nachfolgefirma Hartron.

## Politik
Serhjejew war von 1971 bis 1989 Mitglied des Obersten Sowjets der Ukrainischen SSR. Von 1975 bis 1986 war er Mitglied des Zentralkomitees der Kommunistischen Partei der Ukraine.

## Ehrungen
Wolodymyr Serhjejew erhielt zahlreiche Ehrungen, darunter:
- Leninorden (1961, 1966, 1974, 1976, 1984)
- Orden der Oktoberrevolution (1971)
- Orden des Vaterländischen Krieges 1. Klasse (1945, 1985)
- Orden des Roten Banners der Arbeit (1959)
- Orden des Roten Sterns (1944)
- Orden des Fürsten Jaroslaw des Weisen 5. Klasse (2004)
- ukrainischer Verdienstorden 3. Klasse (1999)
- Bogdan-Chmelnizki-Orden 3. Klasse (1999)
- Leninpreis (1957)
- Staatspreis der Sowjetunion (1967)
- Staatspreis der Ukrainischen SSR (1979)
- Ehrenbürger von Charkiw (1999)

2009 wurde an seinem ehemaligen Charkiwer Wohnhaus ihm zu Ehren eine Gedenktafel angebracht.
Anlässlich des 100. Geburtstages von Wolodymyr Serhjejew im Jahr 2014 gab die ukrainische Nationalbank innerhalb der Münzserie Herausragende Persönlichkeiten der Ukraine eine Zwei-Hrywnja-Gedenkmünze mit seinem Porträt heraus.